# كيم ديفيس
كيم ديفيس هو لاعب هوكي الجليد كندي، ولد في 31 أكتوبر 1957 في فلين فلون في كندا.

## وصلات خارجية
- كيم ديفيس على موقع دوري الهوكي الوطني (الإنجليزية)
- كيم ديفيس على موقع EliteProspects.com (الإنجليزية)
- كيم ديفيس على موقع HockeyDB.com (الإنجليزية)
- كيم ديفيس على موقع Hockey-Reference.com (الإنجليزية)